# لنز کانن ئی‌اف ۲۸–۳۰۰میلی‌متر
لنز کانن ئی‌اف ۲۸–۳۰۰میلی‌متر (به انگلیسی: Canon EF 28–300mm lens) نام لنز دوربین عکاسی از نوع زوم است که توسط شرکت کانن تولید می‌شود. فاصلهٔ کانونی این لنز ۲۸ تا ۳۰۰ میلی‌متر، دیافراگم آن دارای ۸ تیغه و ضریب اف آن اف ۳٫۵ تا ۵٫۶ تا اف ۴۰ است. این لنز در ۲۰فوریه ۰۹ میلادی تولید و عرضه شده‌است.